# Victor Ramos (Boxer)
Victor Ramos (* 14. April 1970 in Bobonaro, Portugiesisch-Timor) ist ein Boxer aus Osttimor. Er nahm an den Olympischen Spielen 2000 in Sydney teil und war damit einer der ersten osttimoresischen Sportler, die bei Olympischen Spielen für das Land antraten.

## Sportliches
Ramos ist Mitglied des Sportvereins Sport Dili e Benfica. Bei den Südostasienspielen 1997 in Jakarta gewann Ramos die Bronzemedaille. Damals startete er für die Besatzungsmacht Indonesien.
Bei den Olympischen Spielen in Sydney erreichte Ramos im Leichtgewicht Platz 17. Er verlor im ersten Kampf gegen Raymond Narh aus Ghana. Osttimors Sportler wurden damals als unabhängige Olympiateilnehmer geführt, da das Land nach der indonesischen Besetzung noch unter Verwaltung der Vereinten Nationen stand. Ramos führte das Team bei der Eröffnungsfeier mit der olympischen Fahne in das Stadion.

## Privates
Während der Operation Donner 1999 musste Ramos mit seinen Eltern und Geschwister vor der Gewalt pro-indonesischer Milizen aus Dili in die Hügel fliehen. Dort lebten die Flüchtlinge in Laubhütten und ernährten sich von Wildfrüchten.
Am 11. September heiratete er im Flüchtlingslager seine Freundin Domingues, mit der er bereits vier Kinder hatte. Ramos war auf der Flucht von ihnen getrennt worden. Bei seiner Rückkehr musste Ramos feststellen, dass sein Boxclub ausgeplündert und die Ausrüstung zerstört wurde. Er improvisierte und füllte Schläuche mit Sand, um sie als Boxsack zu benutzen.